# أبو العباس الجرمقي
أبو العباس أحمد بن إسحاق الجرمقيّ. كاتب فيلسوف، مهندس وشاعر، من كتاب الأمير خلف بن أحمد. ودوّخ البلاد وتعلق ببدر بن حسنويْهِ.